# سرکرلی
سرکرلی (به لاتین: Sərkərli، معروف به بوریسپُل Borispol تا سال ۱۹۹۲) یک منطقه مسکونی در جمهوری آذربایجان است که در شهرستان خاچماز واقع شده است.

## تاریخچه
سرکرلی در قرن نوزدهم توسط مهاجران منطقه بوریسپیل در مرکز اوکراین کنونی تأسیس شد. جمعیت اصلی به تدریج به سمت حاشیه منتقل شد. این روستا توسط آذری‌ها از روستاهای همجوار اسکان داده شد و در سال ۱۹۹۲ به سرکرلی تغییر نام داد. یک سایت باستان شناسی (اکنون با نام سرکرتپه Sərkərtəpə) که حاوی آثار باستانی عصر برنز است و یک گورستان متعلق به قرن هشتم در این منطقه وجود دارد.